# CR RYU-OH
CR RYU-OHは、1996年に平和が開発、発売した将棋をモチーフとしたCR機デジパチ。1/3確率変動以下2回継続タイプ。継続リミットはなし。

## 特徴
- 大当たり確率1/395.7
- 「三」、「七」、「角」、「飛」、「王」で大当たりすると確率変動する。
- いわゆる「全回転リーチ」があるが外れることがある。
- 兄弟機に現金機『七冠王』がある。
- 同時期に豊丸産業より似たような名称のデジパチ機『CR竜王伝説Z』が発売されているが、これは偶然である。
- 通称「黄門ちゃまエラー打法」で発生するエラーを対策していたが、これを逆手に取ったゴト行為が存在した。